# Лидо Филипартс
Лидо Филипартс (Генк; 22. јун 1963) је белгијски препонски јахач, родом из Лимбурга, Белгија.

## Каријера
Филипартс је четвороструки олимпијац. Као појединац, заузео је 4. место и на Олимпијским играма 2000. и на Олимпијским играма 2004. године. У Олимпијским играма у Атини, белгијски тим, чији је он био део, заузео је 6. место. На Летњим олимпијским играма 1992. у Барселони, Филипартс и његов покојни шампионски коњ, Дарко, заузели су 7. место. Филипартс је победио у финалу ФЕИ Светског купа 2008. у Мехелену, 26-30. децембра. На ФЕИ светским коњичким играма 2006. у Ахену, имао је појединачни ранг 9 и тимски ранг 7. Пре тога се два пута такмичио на Светским коњичким играма, 1990. и 1998. године. Био је шампион БП купа у Спрус Медоусу 2006. и победник Глобал Чемпионс Тур-а 2006. године. 2005. године, своје четврте узастопне године такмичења у Светском купу у препонама, Филипартс је заузео 9. место. Заузео је 15. место на Европском првенству 1989. у Ротердаму.

## Породица
Филипартс је рођен у коњичкој породици. Његов брат Јохан Филипартс и његово двоје старије деце такође су препонски јахачи.
Он и његова супруга Вероника имају четворо деце:
- Никола и Оливије (близанци), 1993. годиште
- Тибалт, 2001. годиште
- Антоније, 2003. годиште